# Siêu cúp Anh 2015
Trận Siêu cúp Anh năm 2015 là trận siêu cúp thứ 93, là cuộc chạm trán giữa nhà vô địch Giải bóng đá Ngoại hạng Anh 2014-15, Chelsea và đội vô địch Cúp FA 2014-15, Arsenal. Đây là lần thứ 21 Arsenal tham dự trận siêu cúp Anh và với Chelsea là lần thứ 11. Trận đấu diễn ra vào ngày 2 tháng 8 năm 2015 trên sân vận động Wembley, và một thống kê cho thấy số cổ động viên đến trực tiếp theo dõi trận đấu trên sân Wembley là trên 85 nghìn cổ động viên và hơn một triệu người xem trận đấu qua màn ảnh nhỏ.
Trong đội hình thi đấu của Arsenal, Petr Čech đã xuất hiện lần đầu trong màu áo đội bóng mới để thi đấu với chính đội bóng cũ, trong khi đội trưởng Mikel Arteta và tiền đạo Olivier Giroud nằm trong danh sách dự bị. Đối với Chelsea, Gary Cahill đã được xếp một vị trí phù hợp trong đội hình cùng với đội trưởng John Terry, và Loïc Rémy trở thành tiền đạo cắm khi Diego Costa vắng mặt.
Mặc dù cả hai đội đã thi đấu cống hiến và có nhiều cơ hội được tạo ra, nhưng chỉ một trong số đó được chuyển hóa thành bàn thắng, và nó thuộc về các Pháo thủ thành Luân Đôn. Phút thứ 24, Alex Oxlade-Chamberlain nhận được một đường chuyền của Theo Walcott từ cánh phải, sau đó sút bóng hạ gục Thibaut Courtois của Chelsea và chung cuộc Arsenal thắng Chelsea 1-0. Cả hai huấn luyện viên đã không bắt tay sau trận đấu, thu hút sự chú ý của giới truyền thông. Đây là lần đầu tiên Arsène Wenger giành chiến thắng trong 14 lần đối đầu với người đồng cấp Jose Mourinho.

## Trước trận đấu

### Sơ lược lịch sử và đối đầu

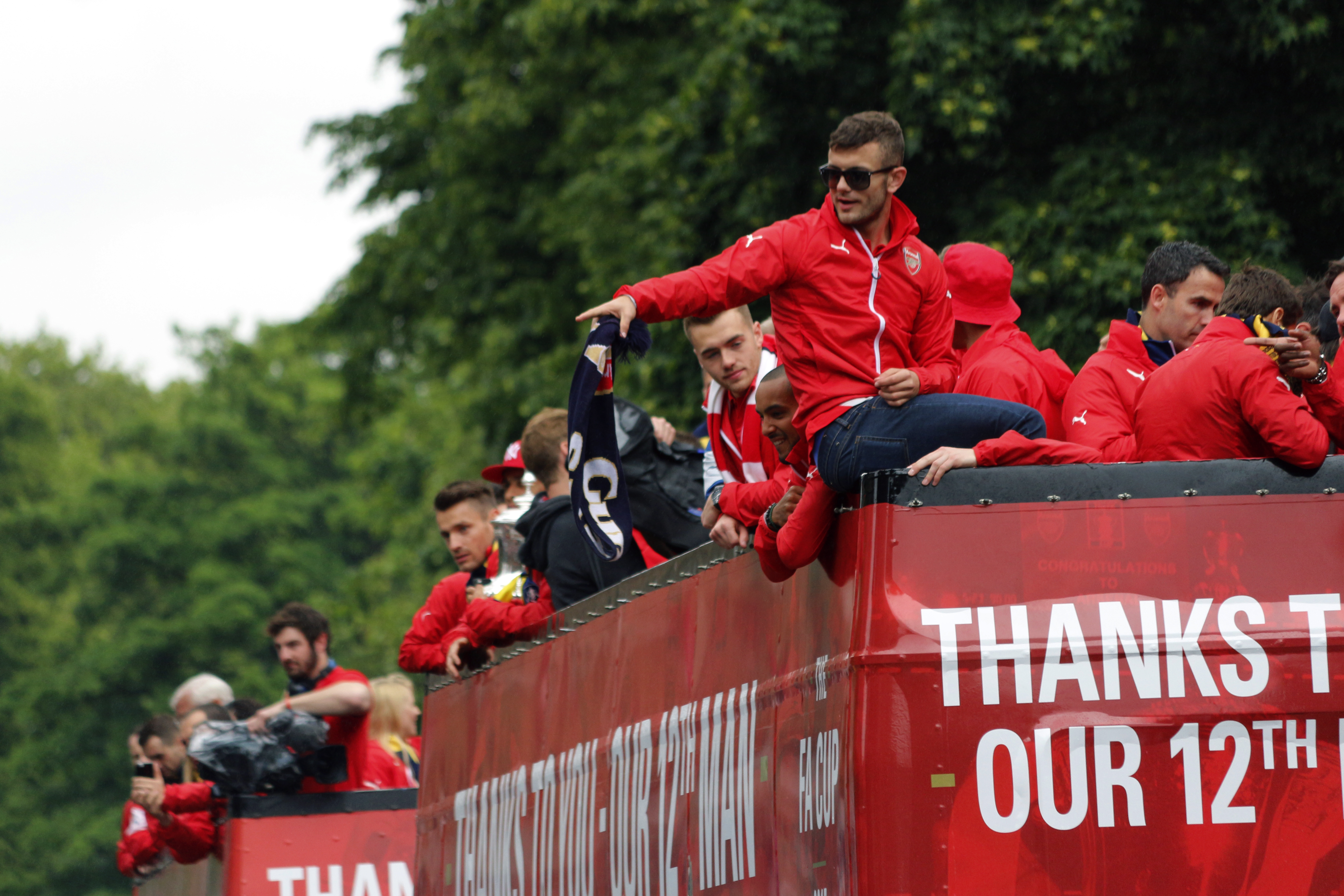
Chuyến diễu hành ăn mừng chức vô địch của Arsenal tại FA Cup 2015

Siêu cúp Anh được khởi đầu vào năm 1908 như là một phần của Cúp bóng đá Luân Đôn, và là một cuộc đối đầu giữa 2 nhà vô địch của Football League và Southern League, cho đến năm 1913 là cuộc đối đầu giữa Amateurs XI và Professionals XI, trước khi chiến tranh thế giới thứ nhất bùng nổ làm gián đoạn giải đấu trong 6 năm. Năm 1921, giải đấu lần đầu tiên được quy định là một cuộc đấu giữa nhà vô địch giải đấu hạng cao nhất và đội vô địch FA Cup. Từ năm 1939 đến năm 1947, giải đấu bị gián đoạn do ảnh hưởng từ cuộc Chiến tranh thế giới thứ hai. Sau đó từ năm 1948 trở đi, trận đấu lại được tổ chức đều đặn bình thường; và cho đến năm 2015 đã có 93 trận siêu cúp được tổ chức.
Chelsea được dự trận siêu cúp với tư cách là nhà vô địch Giải bóng đá Ngoại hạng Anh 2014-15. Đây là chức vô địch thứ 4 trong 10 năm của câu lạc bộ, trong số đó có 3 lần dưới thời José Mourinho. Một đội khác được dự trận siêu cúp là Arsenal, đội đã đánh bại Aston Villa bằng bốn bàn không gỡ trong chung kết FA Cup 2015 để bảo vệ thành công chức vô địch. Điều đó cũng giúp Arsenal trở thành đội bóng thành công nhất trong lịch sử giải đấu lâu đời nhất nước Anh với 12 chiếc cúp trong phòng truyền thống.
Đây là lần góp mặt thứ 11 của Chelsea trong các trận tranh siêu cúp. Trong mười trận đấu trước, họ đã giành 4 chiến thắng (vào các năm 1970, 2000, 2005, 2009) và thất bại 6 trận, lần gần đây nhất là năm 2012 trước Man City. Còn đối với Arsenal, đây là lần thứ 21 họ xuất hiện trong trận siêu cúp và thắng 13, trong đó có một chiếc cúp là đồng vô địch với Tottenham vào năm 1991. Họ lúc đó là đương kim vô địch khi đánh bại Manchester City vào năm 2014. Hai đội gặp nhau đúng một trận siêu cúp vào năm 2005 khi Chelsea thắng các Pháo thủ 2-1.
Arsenal không thể đánh bại Chelsea trong bốn năm liền kể từ năm 2011, và Mourinho chưa thua trận nào trong 13 lần đối đầu với người đồng cấp Arsène Wenger. Mourinho nói với các phóng viên, nhà báo rằng ông sẽ không chấp nhận một chiến thắng ít đổ mồ hôi: "Tôi rất muốn trả lời, không phải vì một áp lực gì đó nhưng tôi vẫn cố gắng tìm ra các giải pháp để giúp đội bóng của tôi tiến xa hơn - hãy cố gắng, kiên trì tìm mọi cách khác nhau, và cố gắng tìm ra lý do vì sao có những khuyết điểm theo thời gian đeo bám chúng tôi". Ông cũng nâng tầm quan trọng của trận đấu, vì Arsenal giành chứa vô địch khi đấu cúp và siêu cúp nhưng đứng thứ ba ở giải đấu chính.

### Tài trợ và phát sóng
Là một phần của hợp đồng tài trợ giữa Liên đoàn bóng đá Anh và hệ thống nhà hàng thực phẩm Hoa Kỳ McDonald's, giải đấu chính thức có cái tên là "Siêu cúp Anh được tài trợ bởi McDonald's." Trận đấu được truyền hình trực tiếp ở Vương quốc Anh trên kênh BT Sport 2. Bản quyền phát sóng trận siêu cúp đã thu được vào tháng 7 năm 2013 và chính thức ký hợp đồng giữa BBC và FA vào năm sau. Trong trận đấu này, trung bình có 821.000 khán giả xem trận đấu được truyền hình trực tiếp trên BT Sport 2, lượt xem tiếp sóng của kênh có thể đạt đến mức 1,2 triệu lượt. Trên kênh BBC One cũng đã thu hút khoảng 2,1 triệu lượt xem.

## Diễn biến trận đấu

### Đội hình
Chelsea ra sân với đội hình 4-2-3-1 với hai cầu thủ chạy cánh là Willian và Eden Hazard Mourinho chưa tin tưởng về trường hợp của Diego Costa và Gary Cahill trong đội hình khi chấn thương gân kheo của họ chưa bình phục hoàn toàn kể từ trận gặp Barcelona ở mùa bóng trước. Arsenal cũng ra sân với một đội hình tương tự Chelsea, khi Walcott lên đá tiền đạo và Mesut Özil được chơi ở vị trí sở trường - một cầu thủ kiến tạo. Tiền vệ Jack Wilshere đã bị gạch tên khỏi danh sách khi chưa bình phục chấn thương mắt cá chân trong quá trình tập luyện. Cầu thủ ghi bàn chủ lực của Arsenal trong mùa giải trước, Alexis Sánchez, được nghỉ khi trở về từ chức vô địch Copa América 2015 cùng Chile vào đầu mùa hè.
Trong đội hình Rémy trở thành trung phong cho Chelsea và Fabregas chơi với Matic ở hàng tiền vệ. Petr Čech có trận đầu tiên đứng trong khung gỗ cho các Pháo thủ thành London.

### Diễn biến trận đấu

#### Hiệp một

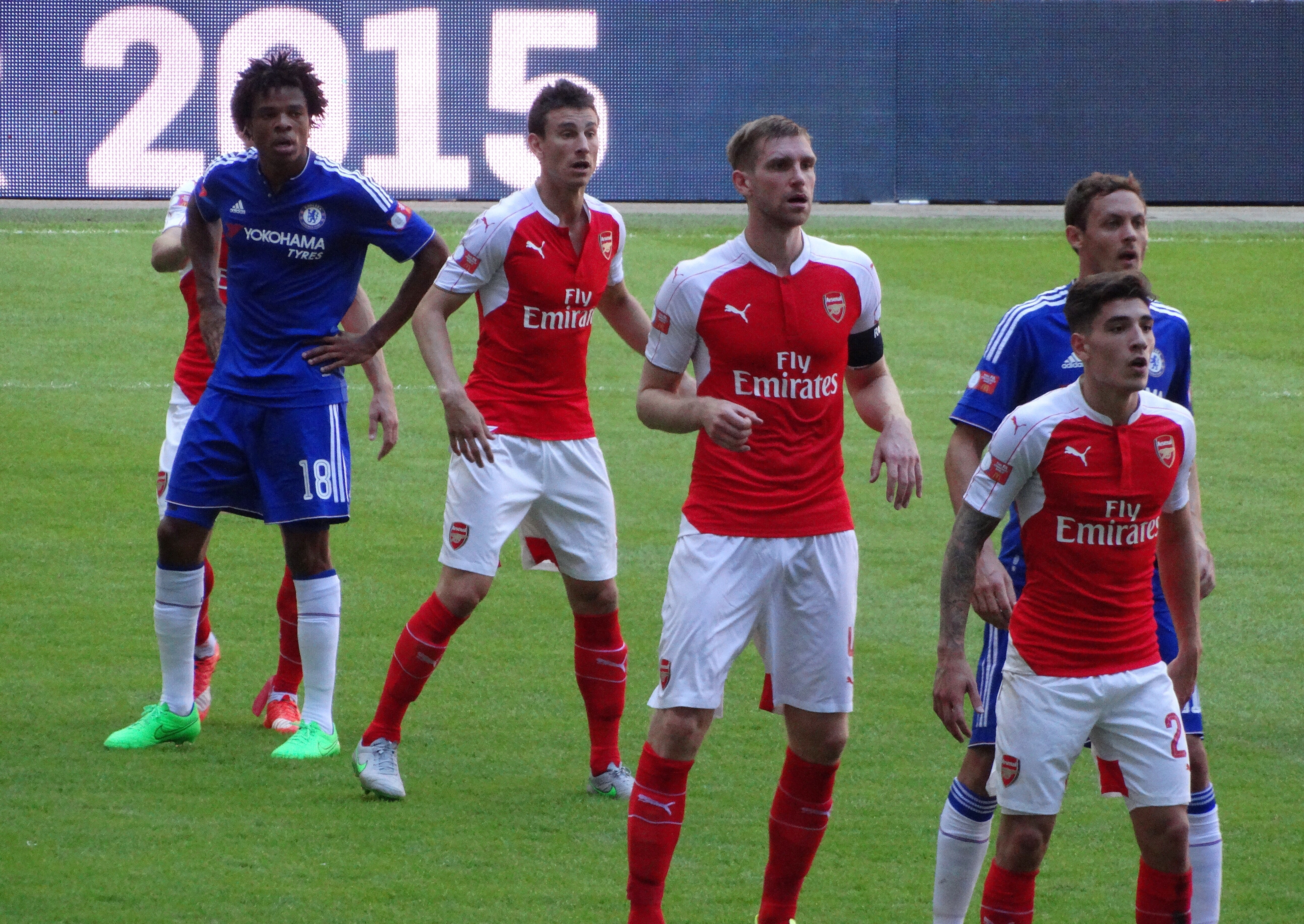
Loïc Rémy và Nemanja Matić của Chelsea đang tìm đường vào khung thành của Cech

Chelsea, với trang phục truyền thống, ngay sau khi tiếng còi khai cuộc vang lên, họ đã bị đối phương chiếm quyền kiểm soát bóng khi Walcott cướp từ chân Matic. Walcott đưa bóng đến chân Chamberlain và anh này đã tung ra cú sút khiến Courtois phải cản phá bằng một cú đấm bóng. Phút thứ 6, Coquelin đã phạm lỗi với Willian và Chelsea nhận được một quả phạt trực tiếp. Tuy nhiên họ vẫn chưa mở được tỷ số. Sau đó Fabregas bị ngã trong vòng cấm sau pha va chạm với Per Mertesacker nhưng trọng tài không thổi phạt. Sau những phút đầu chơi chậm rãi, Chelsea bắt đầu giành lại quyền kiểm soát bóng và có hai quả phạt góc nhưng đều bị phá một cách dễ dàng. Phút thứ 17, tiền đạo Nacho Monreal của Arsenal có pha đi bóng bị hậu vệ Gary Cahill cản phá, và hậu vệ này đã bị chảy máu mũi. Vài phút sau, Arsenal được hưởng quả phạt, Ozil đá và tạo cơ hội cho Walcott đánh đầu nhưng anh này đã không thành công. Đến phút thứ 24, Arsenal đã ghi được bàn thắng duy nhất của trận đấu. Từ đường kiến tạo của Walcott, Oxlade-Chamberlain đẩy bóng qua César Azpilicueta trước khi sút tung lưới Courtois. Đây là bàn thắng đầu tiên của các Pháo thủ sau 506 phút không thể làm tung lưới Chelsea. Hầu hết các pha bóng trong hiệp thi đấu đầu tiên được tiến hành từ hàng tiền vệ hai đội. Với Chelsea, Fabregas đã cố gắng thực hiện tốt và với Arsenal, hàng tiền vệ của họ đã làm tốt để làm bớt khoảng trống của đối thủ. Điều này là có lợi cho các Pháo thủ bởi quyền kiểm soát bóng nghiêng về Chelsea sau các pha phản công. Ramires đã có cơ hội cân bằng tỷ số vào phút thứ 33 nhưng cú sút của anh đã không thành công. Ramires lại có một cơ hội khác vào ba phút sau, khi Rémy tạt bóng vào cho Ramires đánh đầu cận thành nhưng bóng lại đi vọt xà. Bốn phút trước giờ nghỉ, Chamberlain có pha tạt bóng vào cho Monreal nhưng bị hậu vệ Ivanovic cản phá. Rémy có một pha bóng bị bắt việt vị vào cuối hiệp.

#### Hiệp hai

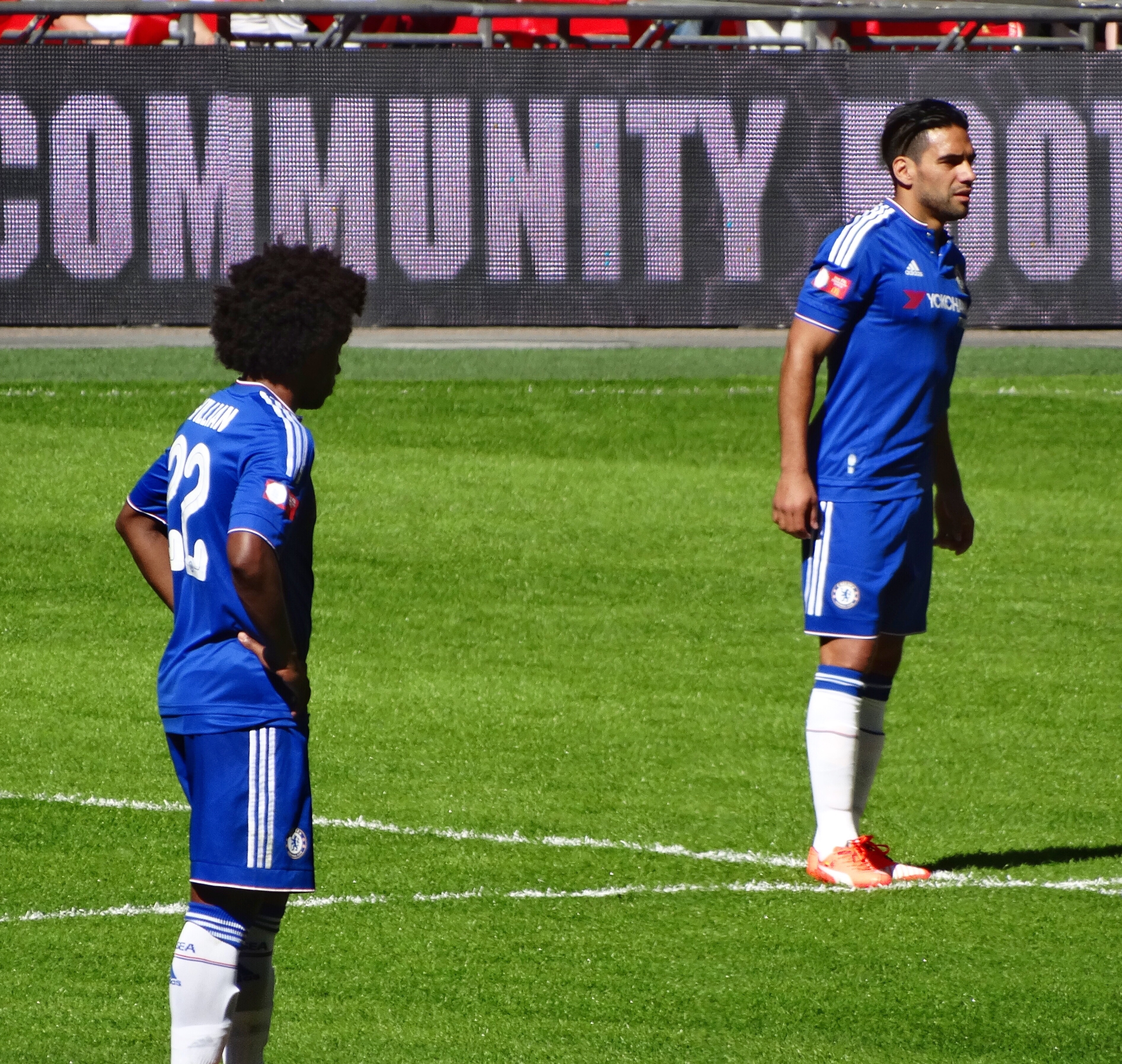
Willan và Radamel Falcao của Chelsea trong trận đấu.

Radamel Falcao, cầu thủ được Chelsea mượn từ Monaco trong mùa hè, được vào sân để thay thế cho Rémy ngay sau giờ nghỉ. Ngay phút thứ 48 anh đã có một cơ hội nhưng cú sút xa của anh đã bị chặn lại từ các Pháo thủ. Dù Chelsea là đội chơi tốt hơn, nhưng Arsenal vẫn tạo ra được các cơ hội đáng chú ý. Phút thứ 50, Santi Cazorla vượt qua hàng phòng ngự Chelsea rồi chuyền vào cho Walcott nhưng đường chuyền đã bị cản phá. Hai phút sau, Coquelin đã lùi về để nhường vị trí và khoảng trống cho Özil di chuyển. Phút thứ 53, Chelsea có sự thay đổi, Oscar thế chỗ Ramires. Ba phút sau, Oscar đã có một cú sút xa nhưng không gây khó khăn cho Arsenal. Đến phút thứ 61, Chelsea có cơ hội để gỡ hòa khi Fabregas chuyền bóng và đặt Hazard vào một vị trí có thể ghi bàn nhưng tiền vệ người Bỉ lại sút bóng vọt xà. Azpilicueta đã bị phạt thẻ vàng đầu tiên của trận đấu sau khi kéo ngã Francis Coquelin. Mourinho đã quyết định thay anh ta bằng Kurt Zouma ở phút thứ 69. Với Arsenal, họ cũng đã cho Walcott ra nghỉ và thay vào bằng Olivier Giroud và ngay sau đó anh cũng đã có một cơ hội trước khung thành Chelsea nhưng bóng đi vọt xà. Coquelin đã phạm lỗi với Eden Harard, và biếu cho Chelsea một quả phạt. Nỗ lực sút của Oscar đã bị Čech hóa giải. Trong khoảng thời gian nửa cuối hiệp hai, Chelsea tiếp tục tấn công hòng tìm kiếm bàn gỡ. Phút thứ 74, John Terry có một quả tạt vào cho Zouma nhưng cuối cùng bóng lại nằm gọn trong tay Čech. Cú sút của Hazard bị chặn lại ở phút thứ 79, sau đó Oscar và Falcao cũng không thành công. Mười phút cuối trận, Mourinho thay Terry bằng Moses và triển khai hàng hậu vệ 3 người. Arsenal lại có cơ hội nhân đôi cách biệt ở phút thứ 87 khi Cazorla không thắng được Courtois trong tình huống đối mặt. Sau đó, Ramsey lao vào đá bồi trúng người Matic và đi ra ngoài. Hiệp hai của trận đấu có 4 phút bù giờ, phút bù giờ cuối cùng, Kieran Gibbs có cơ hội lập công nhưng không thắng được Courtois trong tình huống đối mặt. Trận đấu kết thúc với tỷ số 1-0 nghiêng về các Pháo thủ.

### Kết quả
| Arsenal                | 1–0              | Chelsea |
| ---------------------- | ---------------- | ------- |
| Oxlade-Chamberlain 24' | Kết quả chi tiết |         |

### Cầu thủ được đăng ký thi đấu
| Arsenal | Chelsea |

| TM               | 33 | Petr Čech               |     |     |
| HV               | 24 | Héctor Bellerín         |     |     |
| HV               | 4  | Per Mertesacker (c)     |     |     |
| HV               | 6  | Laurent Koscielny       |     |     |
| HV               | 18 | Nacho Monreal           |     |     |
| TV               | 34 | Francis Coquelin        | 67' |     |
| TV               | 19 | Santi Cazorla           |     |     |
| TV               | 15 | Alex Oxlade-Chamberlain |     | 77' |
| TV               | 16 | Aaron Ramsey            |     |     |
| TV               | 11 | Mesut Özil              |     | 82' |
| TĐ               | 14 | Theo Walcott            |     | 66' |
| Dự bị:           |    |                         |     |     |
| TM               | 26 | Damián Martínez         |     |     |
| HV               | 2  | Mathieu Debuchy         |     |     |
| HV               | 3  | Kieran Gibbs            |     | 82' |
| HV               | 5  | Gabriel                 |     |     |
| TV               | 8  | Mikel Arteta            |     | 77' |
| TV               | 12 | Olivier Giroud          |     | 66' |
| TĐ               | 45 | Alex Iwobi              |     |     |
| Huấn luyện viên: |    |                         |     |     |
| Arsène Wenger    |    |                         |     |     |

| TM               | 13 | Thibaut Courtois   |     |     |
| HV               | 2  | Branislav Ivanović |     |     |
| HV               | 24 | Gary Cahill        |     |     |
| HV               | 26 | John Terry (c)     |     | 82' |
| HV               | 28 | César Azpilicueta  | 65' | 69' |
| TV               | 7  | Ramires            |     | 54' |
| TV               | 21 | Nemanja Matić      |     |     |
| TV               | 4  | Cesc Fàbregas      |     |     |
| TV               | 22 | Willian            |     |     |
| TV               | 10 | Eden Hazard        |     |     |
| TĐ               | 18 | Loïc Rémy          |     | 46' |
| Dự bị:           |    |                    |     |     |
| TM               | 1  | Asmir Begović      |     |     |
| HV               | 5  | Kurt Zouma         |     | 69' |
| TV               | 8  | Oscar              |     | 54' |
| TV               | 11 | Juan Cuadrado      |     |     |
| TV               | 12 | John Obi Mikel     |     |     |
| TV               | 20 | Victor Moses       |     | 82' |
| TĐ               | 9  | Radamel Falcao     |     | 46' |
| Huấn luyện viên: |    |                    |     |     |
| José Mourinho    |    |                    |     |     |

| Tổ trọng tài - Trợ lý trọng tài: - Gary Beswick - John Brooks - Trọng tài chính: Anthony Taylor - Trọng tài thứ 4: Roger East (Wiltshire) | Luật: - 90 phút. - Penalty nếu kết thúc bằng tỉ số hòa. - 7 cầu thủ trong danh sách dự bị. - 6 quyền thay người. |

### Thông số trận đấu
| Thống kê             | Arsenal | Chelsea |
| -------------------- | ------- | ------- |
| Bàn thắng            | 1       | 0       |
| Tỷ lệ kiểm soát bóng | 43.4%   | 56.6%   |
| Số cú sút trúng đích | 5       | 2       |
| Số pha cứu thua      | 6       | 12      |
| Phạt góc             | 4       | 4       |
| Phạm lỗi             | 12      | 11      |
| Số pha truy cản      | 21      | 13      |
| Việt vị              | 0       | 6       |
| Thẻ vàng             | 1       | 1       |
| Thẻ đỏ               | 0       | 0       |
| Nguồn:               |         |         |

## Sau trận đấu

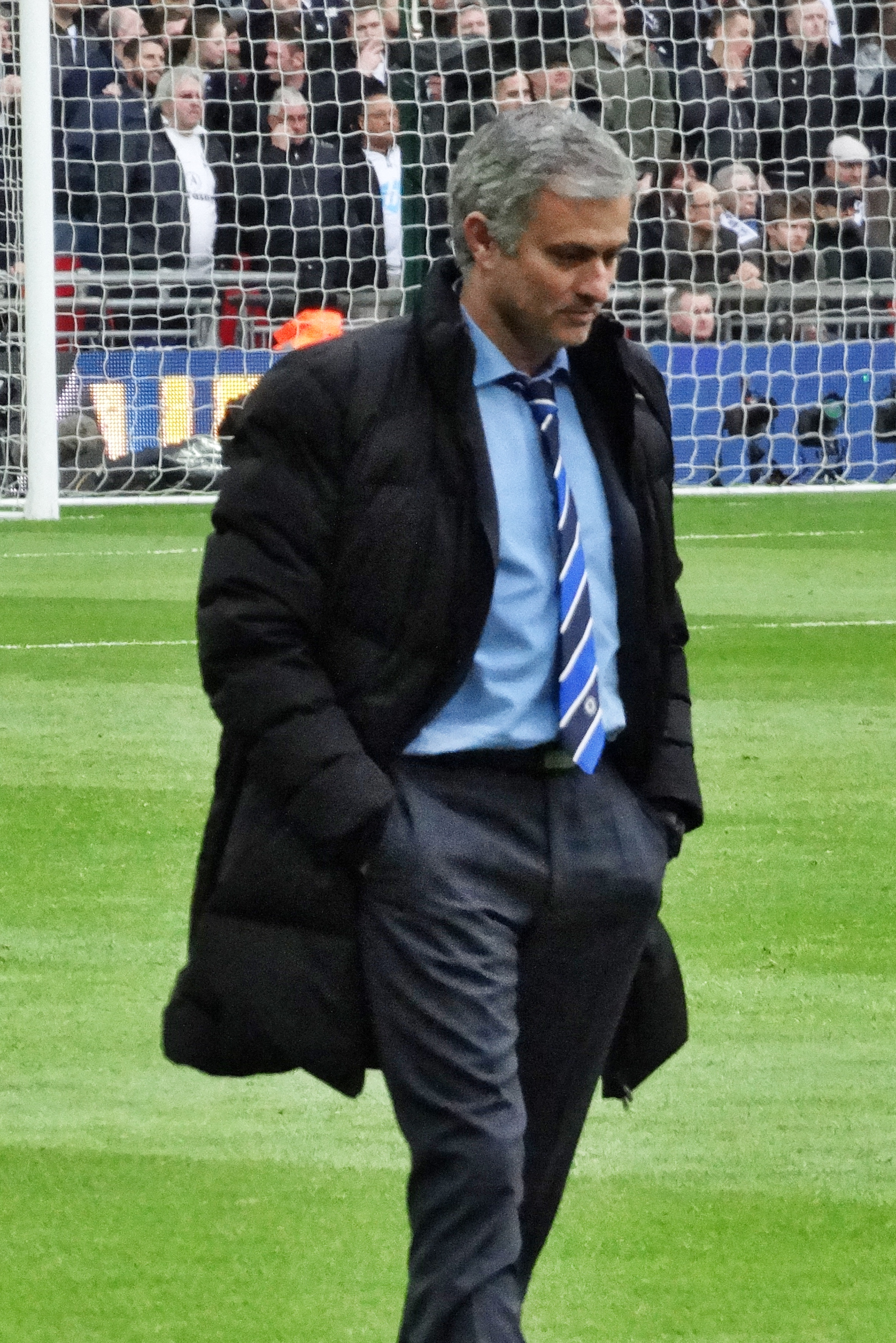
José Mourinho có lần đầu tiên phải chịu thất bại trước Arsène Wenger sau 13 lần đối đầu không hề phải nếm mùi thất bại

Wenger và Mourinho đã không bắt tay nhau sau khi tiếng còi kết thúc trận đấu vang lên. "Người đặc biệt" chúc mừng các cầu thủ Arsenal khi họ bước xuống sân Wembley nâng chiếc cúp; nhưng "Giáo sư" lại tránh mặt người đồng nghiệp sau khi ông đã nhận được tấm huy chương. Khi được hỏi về sự việc, Mourinho nói: "Tôi đã bắt tay những người đã rời khỏi cầu thang, ngay trước mặt tôi". Còn Wenger lại trả lời rằng: "Tôi đã bắt tay một vài người sau khi trận đấu kết thúc, nhưng chẳng có gì đặc biệt cả."
Trong một cuộc phỏng vấn ngay sau khi trận đấu kết thúc, Mourinho đã ghi lại chiến thuật tổ chức tấn công và phòng thủ của Arsenal, nhưng lại cảm thấy "đội bóng chơi hay hơn lại thất bại", khi cho rằng Chelsea của ông đã tạo ra nhiều cơ hội và có được thế chủ động trong trận đấu. "Người đặc biệt" lên tiếng chỉ trích các Pháo thủ đã đi ngược lại với lối chơi tấn công thường thấy của họ, và việc lực chọn các lối chơi khác để áp dụng trong các tình huống phản công. Mặc dù Wenger đã đồng ý với ý kiến là lối chơi của Arsenal đã được triển khai một cách thận trọng, nhưng "Giáo sư" đã phủ nhận việc Pháo thủ đã từ bỏ lối chơi của họ: "...chúng tôi bảo vệ kết quả bằng tinh thần đoàn kết về tấn công và phòng thủ tốt". Huấn luyện viên của Arsenal nhận xét rằng chiến thắng trước Chelsea như là một động lực làm tăng tinh thần cho các cầu thủ của Arsenal trước khi bước vào mùa giải mới.
Terry đã thất vọng về kết quả trận đấu, nhận xét rằng: "Không có vấn đề gì về sự thân thiện hay một danh hiệu siêu cúp Anh; đó chỉ là một danh hiệu được nhận vào cuối ngày", nhưng tin tưởng về một sự tích cực trong đội bóng - tập trung nâng cao thể lực cho các cầu thủ trước khi mùa giải mới bắt đầu. Mertesacker đã rất vui mừng vì chiến thắng của đội mình, xem nó là một thành công trong sự chuẩn bị trước mùa giải của họ.
Hai vị chiến lược gia đã phê bình về chất lượng sân bóng. Mourinho đã nhận xét: "Như một thảm họa... sân đấu quá xấu và như thế là chậm". Người phát ngôn của FA cho biết: "Chúng tôi sẽ tiếp tục cải thiện chất lượng của sân, chúng tôi có tất cả sự tin tưởng trong đó. Đối với trường hợp này thì nó đơn giản. Sân chưa đủ thời gian để chuẩn bị tốt, do chúng tôi bị gán ép nhận mùa biểu diễn hòa nhạc hè và sự khởi đầu sớm của lịch thi đấu."
Đây là lần đầu tiên, vị "Giáo sư" Arsène Wenger giành chiến thắng trước "Người đặc biệt" José Mourinho sau 13 lần đối đầu chỉ biết hòa và thua. Bàn thắng của Chamberlain cũng là lần đầu tiên Arsenal làm tung lưới Chelsea của Mourinho kể từ năm 2007. Sau khi nhận được tấm huy chương bạc, Mourinho đã ném tấm huy chương lên khán đài trước khi bước vào phòng thay đồ, và một cậu bé 10 tuổi đã nhặt được nó. Trả lời về vấn đề này, "Người đặc biệt" đã nói: "Đó là tấm huy chương của kẻ thua cuộc nên tôi không muốn giữ nó".